# Сабин Юлиан
Сабин Юлиан (лат. Sabinus Iulianus) — римский император-узурпатор в 284—285 (?) годах.
Приблизительно в 283/284 году Юлиан занимал должность префекта претория. После получения известия о смерти Нумериана он при поддержке войск, находившихся в Италии, провозгласил себя императором. Однако через некоторое время он потерпел поражение от Карина, правившего западной частью империи, в сражении при Вероне.
Данные о ходе вышеизложенных событий реконструированы на основе труда Псевдо-Аврелия Виктора «Извлечения о жизни и нравах римских императоров» и «Истории» Иоанна Антиохийского. Однако существуют также сообщения о Марке Аврелии Юлиане, тоже восставшем при Карине. Иногда историки склонны считать этого Юлиана и Сабина Юлиана одним и тем же человеком, но тем не менее, вероятнее всего, это были разные люди.